# Johann Rall
Johann Gottlieb Rall (tudi zapisano Rahl) (ok. 1726 – 27. december 1776) je bil nemški polkovnik, najbolj znan po svojem poveljstvu nad hessijskimi četami v bitki pri Trentonu med ameriško revolucionarno vojno.
Pridružil se je istemu polku kot njegov oče, polku Von Donop. Rall se je boril v avstrijski nasledstveni vojni, jakobitskem uporu, sedemletni vojni in četrti rusko-turški vojni. 
Do ameriške revolucije je bil Rall izkušen vojak in polkovnik pehotnega polka Mansbach. V Severni Ameriki je bil Rall dodeljen diviziji generala Phillipa von Heisterja, kjer se je boril v bitki pri Brooklynu in White Plainsu. Decembra 1776 je Rall kljub protestom zaradi svojega izpostavljenega položaja prevzel poveljstvo nad hesensko garnizijo v Trentonu. Rallova zaskrbljenost se je potrdila, ko je Washington 26. decembra napadel in zavzel večino Rallovih vojakov in zalog v Trentonu. Med bitko v Trentonu je bil Rall smrtno ranjen in je pozneje istega večera umrl.